# Mtwapa
Mtwapa ist eine Stadt im Kilifi County in Kenia. Die Stadt liegt etwa 16 Kilometer nordöstlich von Mombasa an der Straße Mombasa–Malindi. In der Stadt befindet sich auch die Endstation der Mombasa-Mtwapa-Mataturoute. Der Mtwapa Creek ist ein Meeresarm des Indischen Ozeans bei Mtwapa, der die Grenze zwischen Mombasa und Mtwapa bildet (durch eine Brücke verbunden). Mtwapa Creek ist ein Ausgangspunkt für Hochseeangeltouren. Als Satellitenstadt ist sie Teil der Metropolregion von Mombasa.
Mtwapa erfreut sich besonders großer Beliebtheit bei Gästen, die eine längere Zeit an Kenias Küste verbringen möchten, ohne sich die teuren Luxus-Strandresorts leisten zu wollen. Es zieht daher viele Langzeitbesucher an, insbesondere Rentner, die die erschwinglichen Mietpreise schätzen und die warme Sonne hier während ihres Winteraufenthalts genießen. Trotzdem ist Mtwapa kein Touristenort, sondern eine typisch kenianische Kleinstadt.

## Einwohnerentwicklung
Die folgende Übersicht zeigt die Einwohnerzahlen nach dem jeweiligen Gebietsstand.
| Jahr | Einwohner |
| ---- | --------- |
| 1999 | 18.397    |
| 2009 | 48.426    |
| 2019 | 90.677    |

## Wirtschaft
Mtwapa ist einer der wichtigsten Immobilienmärkte der Küstenregion. In jüngster Zeit sind Freizeitzentren, religiöse Gebäude, Wohnhäuser und Mietvillen entstanden. Neben der Südküste, wie z. B. dem Gebiet von Diani, ist Mtwapa die Heimat einer großen Anzahl europäischer Rentner und Urlauber aus Ländern wie Deutschland, der Niederlande und Großbritannien, die in der Nähe Häuser gebaut haben.
Es ist auch ein Ziel für Sextourismus, wobei es auch zum Missbrauch Minderjähriger kommt.